# J.Fla
J.Fla (Hangul: 제이플라, Latin: Jeipeulla), tên khai sinh Kim Jung-Hwa hoặc Kim Jeong-Hwa (Hangul: 김정화, sinh ngày 10 tháng 6 năm 1987), là một nữ ca sĩ và nhà sáng tạo nội dung Youtube người Hàn Quốc. Sau khi ký hợp đồng với Sony Music Japan và Ostereo Records, cô nhanh chóng trở nên nổi tiếng nhờ cover lại các bài hát Âu-Mỹ.

## Sự nghiệp âm nhạc
Vào ngày 22 tháng 8 năm 2011, J.Fla tạo kênh YouTube của mình mang tên "JFlaMusic" và tải lên đó bài hát đầu tiên, một bản cover cho bản hit đình đám "Halo" của Beyonce. Sau đó, cô tiếp tục tải lên thêm 15 bài hát nữa.
Ngày 17 tháng 2 năm 2012, một bộ sưu tập gồm 8 bài hát có tên "JFla's Cover 1" đã được phát hành trên Internet.
Vào giữa năm 2013, cô phát hành album đầu tay có tên "바보 같은 Story".
Sau đó, từ cuối năm 2014 đến giữa năm 2016, cô phát hành thêm ít nhất 6 bản EP bổ sung (chủ yếu là các bài hát bằng tiếng Anh, nhưng cũng có một số bài hát bằng tiếng Hàn). Vào tháng 1 năm 2017, cô đăng tải một bản cover cho bài hát Shape of You của Ed Sheeran, bản cover này đã nhanh chóng đạt 30 triệu lượt người xem chỉ trong vòng 4 tháng. Đến tháng 3 cùng năm, cô phát hành album cover đầy đủ đầu tay mang tên Blossom. Tháng 11, cô phát hành thêm 5 EP và kênh YouTube đã vượt mốc 5 triệu người đăng ký.
Có 80 bài hát từ hơn 10 EP của cô sau đó được phát hành lại vào tháng 4 năm 2018 với tên gọi Rose: The J.Fla Collection. Cũng trong năm 2018, J.Fla phát hành thêm hai album hoàn toàn mới, cover bài hát của một loạt các nghệ sĩ, bao gồm: Ed Sheeran, Taylor Swift, ABBA, The Chainsmokers, Ariana Grande hay Queen,...
Vào ngày 16 tháng 11 năm 2018, J.Fla trở thành YouTuber độc lập người Hàn Quốc đầu tiên đạt được hơn 10 triệu người đăng ký.
Trên nền tảng Spotify, J.Fla được ví như một ngôi sao dẫn đầu trong trào lưu cover nhạc.
Các cột mốc đánh dấu lượt theo dõi trên kênh J.FlaMusic:
- Ngày 11/4/2017 – 1 triệu lượt theo dõi
- Ngày 20/6/2017 – 2 triệu lượt theo dõi
- Ngày 6/12/2017 – 5 triệu lượt theo dõi
- Ngày 2/2/2018 – 6 triệu lượt theo dõi
- Ngày 7/6/2018 – 8 triệu lượt theo dõi
- Ngày 2/10/2019 – 13,5 triệu lượt theo dõi
- Ngày 21/12/2019 - 14 triệu lượt theo dõi
- Ngày 21/8/2020 - 16 triệu lượt theo dõi

## Tranh cãi
J.Fla được gọi với biệt danh "thánh nữ cover", mặc dù sở hữu lượng fan đông đảo đến từ khắp các châu lục tuy nhiên, cô cũng có không ít Antifan trên mạng xã hội.
Nhiều người cho rằng giọng hát của J.Fla không có gì đặc biệt, mỏng và rất yếu, thậm chí còn lạm dụng Auto-tune để chỉnh sửa cho hay hơn. J.Fla còn bị chê bai bởi phong cách cover quá nhàm chán, với phong cách giống nhau trong hầu hết các video cover "kiểu tóc đuôi ngựa buộc cao, góc nghiêng thần thánh và kiểu nhún nhảy lắc lư đầu".
J.Fla quyết tâm đi theo con đường ca hát với những ca khúc riêng, tuy nhiên cô bị đánh giá là hát live quá tệ. Trong đoạn hát live ca khúc đầu tay Story được đăng lên kênh Youtube Simply K-pop vào ngày 3/9/2017, ngay lập tức màn trình diễn này vấp phải chê bai của dư luận, nhiều người thất vọng với chất giọng yếu, không có nội lực, thường xuyên hát hụt hơi và lạc nhịp.

## Đĩa nhạc

### EPs
- 바보 같은 Story / Stupid Story / Foolish Story (26 tháng 7 năm 2013)
- 화살 (Arrow) (15 tháng 12 năm 2014)
- Cover Sessions (27 tháng 11 năm 2015)
- 찬란육리 / Merry (21 tháng 3 năm 2016)
- Cover Sessions 2 (29 tháng 4 năm 2016)
- 너에게 닿기를 / To Reach You (2 tháng 5 năm 2016)
- Grey Skies (29 tháng 7 năm 2016)
- Say Something (16 tháng 1,, 2017)
- Inspiration (24 tháng 2 năm 2017)
- Orchid (26 tháng 5 năm 2017)
- Gold (9 tháng 6 năm 2017)
- New Rules (21 tháng 11 năm 2017)

### Albums
- Blossom (10 tháng 3 năm 2017)
- Rose: The J.Fla Collection (26 tháng 4 năm 2018)
- Believer (17 tháng 8 năm 2018)
- Natural (7 tháng 12 năm 2018)